# Adolf Liebermann von Wahlendorf
Adolf Ritter Liebermann von Wahlendorf (geboren als Adolph Liebermann am 13. November 1829 in Berlin; gestorben am 30. Januar 1893 in Berlin) war ein deutscher Unternehmer, Mäzen und Kunstsammler. Er war zeitweise Teilhaber des Textilunternehmens seiner Familie, später im Immobiliengeschäft und an der Börse aktiv. Seine Kunstsammlungen umfassten europäisches Kunsthandwerk seit dem Mittelalter und Gemälde überwiegend aus dem 19. Jahrhundert. Nach seinem Tod ließen die Erben seinen Kunstbesitz versteigern.

## Leben
Adolf Liebermann kam 1829 in Berlin zur Welt. Die Schreibweise des Vornamens war zunächst Adolph und wurde später in Adolf geändert. Sein Vater Josef Liebermann begründete in Berlin ein Unternehmen zur Herstellung von Kattun-Stoffen und schuf damit den Grundstock für das Familienvermögen. Aus dessen Ehe mit Marianne (Miriam) Callenbach gingen insgesamt zehn Kinder hervor. Beide Eltern entstammten jüdischen Familien. Nach der schulischen Ausbildung war Adolf Liebermann zunächst im elterlichen Unternehmen Liebermann & Comp. tätig. In der Kattunfabrik trug er die Verantwortung für den Druck der Stoffe, deren Farbgebung und Gestaltung. Noch vor dem Tod des Vaters wurde er Teilhaber des Unternehmens. 1858 heiratete er Rina Strauss (1838–1880), Tochter des Frankfurter Bankiers Hermann Strauss und seiner Frau Lotte, geborene Heß. Die Autorin Marina Sandig ging davon aus, dass die Ehe von Liebermanns Vater arrangiert wurde, um engere Wirtschaftsbeziehungen nach Frankfurt zu erhalten. Aus der Ehe von Adolf und Rina Liebermann entstammen vier Kinder: Der 1859 geborene Sohn Arthur Martin starb bereits im Alter von sechs Jahren. Der zweite Sohn Paul (1861–1929) wurde später Richter. Der dritte Sohn Willy (1863–1939) wurde Chemiker und verfasste eine nach seinem Tod veröffentlichte Biografie. Der jüngste Sohn Fritz Adolf (1865–1936) wurde Mediziner. Zu Adolf Liebermanns Neffen gehörten der AEG-Gründer Emil Rathenau und der Maler Max Liebermann. Das künstlerische Talent von Max Liebermann erkannte der Onkel früh. Er nahm Einfluss auf seinen Bruder Louis, um dessen Sohn Max Liebermann ein Kunststudium in Weimar zu ermöglichen. Adolf Liebermann erwarb zudem ein Frühwerk seines Neffen für seine Sammlung, die in ihrer Qualität und Quantität großen Eindruck auf Max Liebermann hinterließ und ihn möglicherweise später zum Aufbau einer eigenen Kunstsammlung anregte.

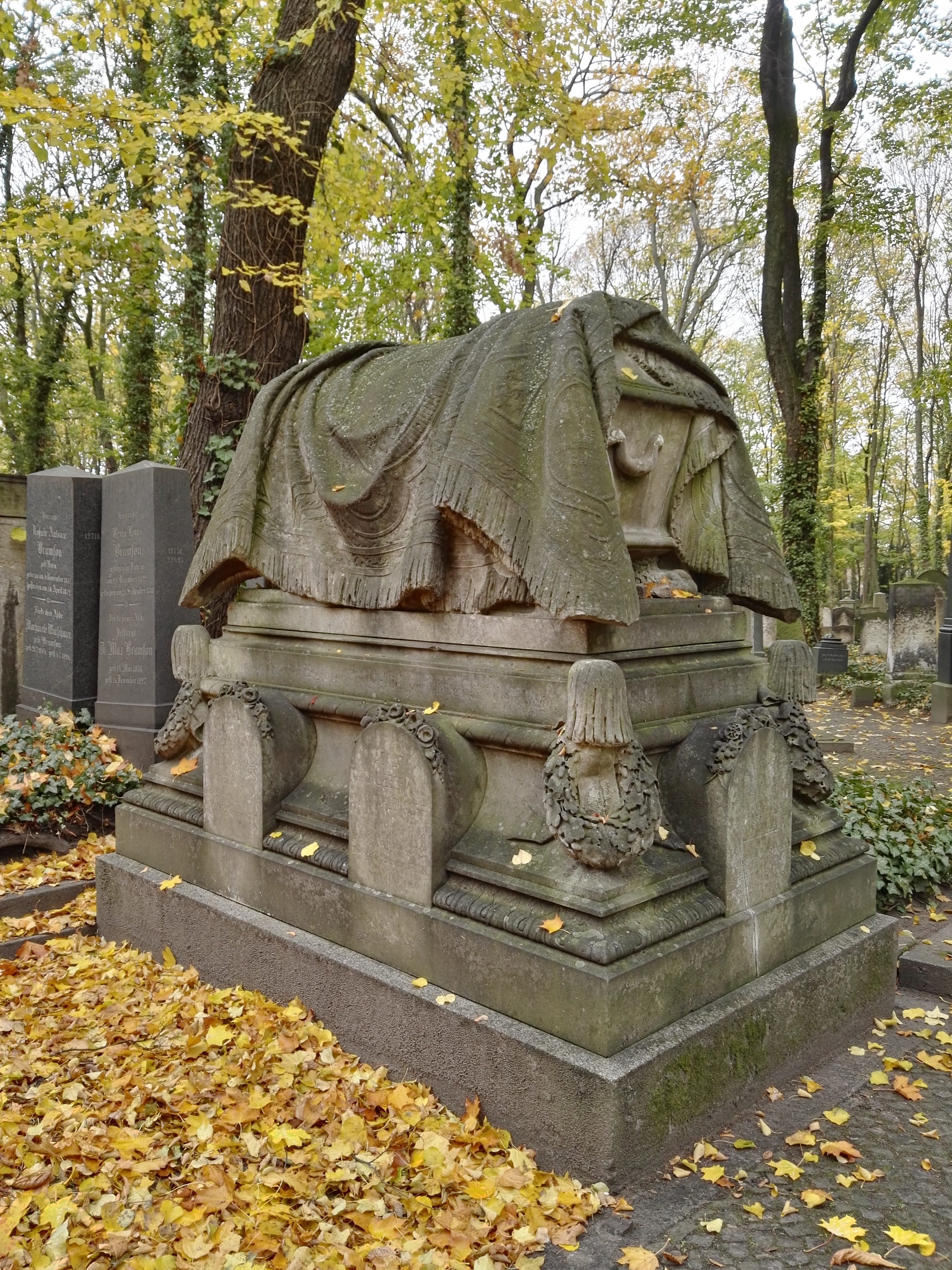
Grabmal Adolf Ritter Liebermann von Wahlendorf auf dem Jüdischen Friedhof Schönhauser Allee

Adolf Liebermann schied nach Differenzen mit seinen Brüdern Benjamin und Louis aus dem elterlichen Familienunternehmen aus und ließ sich seine Anteile von den Brüdern auszahlen. Danach betätigte er sich im Immobiliengeschäft und spekulierte an der Börse. Er wohnte mit seiner Familie in Berlin zunächst an der Ecke Unter den Linden/Wilhelmstraße, um 1870 in der Bellevuestraße Nr. 15. Von 1870 bis 1872 ließ Liebermann für sich und seine Familie in der Tiergartenstraße Nr. 16 eine repräsentative Villa nach Plänen des Architekten Christian Heidecke errichten. Die Baukosten wurden auf 500.000 Mark beziffert. Zur Besonderheit des Hauses gehörte eine zwei Stockwerke hohe Gemäldegalerie, in der sich Teile der umfangreichen Kunstsammlung befanden. Zugleich diente der Raum bei den großen Festen im Haus als Tanzsaal. Zu den Gästen der Liebermanns gehörten der Physiker Hermann von Helmholtz, die Ärzte Bernhard von Langenbeck, Robert Wilms, Ludwig Traube und Ernst von Leyden, der Violinist Joseph Joachim, die Bildhauer Reinhold Begas, Karl Begas und Louis Sussmann-Hellborn, Museumsdirektor Wilhelm von Bode, die Maler Adolph Menzel, Ludwig Knaus und Albert Hertel, die Opernsängerin Désirée Artôt de Padilla und der Sänger Albert Niemann sowie der Kunstsammler Richard von Kaufmann. Zur Besichtigung der Gemäldegalerie kamen auch der Kronprinz Friedrich Wilhelm und seine Frau Victoria in Liebermanns Villa.
Am 14. März 1873 wurde Liebermann durch den österreichischen Kaiser Franz Joseph I. „für seine Verdienste um die preußische Kunst“ in den erblichen Adelsstand erhoben und trug fortan den Namen Adolf Ritter Liebermann von Wahlendorf. Damit verbunden war die Verleihung des österreichischen Orden der Eisernen Krone III. Klasse. Vorausgegangen war 1870 Liebermanns Stiftung von mehreren Autographen von Wolfgang Amadeus Mozart, darunter das Manuskript der Jupiter-Sinfonie, an die Königliche Bibliothek zu Berlin. Hierfür erhielt er vom preußischen König Wilhelm I. als Auszeichnung den Roten Adlerorden IV. Klasse. Weiterhin waren enge Beziehungen nach Österreich bei der Adelsernennung hilfreich. So gehörte der in Wien lebende Ludwig von Oppenheimer, Großgrundbesitzer und Mitglied des österreichischen Herrenhauses, zu Liebermann Freunden. Zudem hatte Liebermann ein Gut in Böhmen erworben, was sicher die folgende Audienz beim österreichischen Kaiser erleichterte. Der Adelstitel durfte per Genehmigung vom 10. September 1873 auch in Deutschland geführt werden.
1875 geriet Adolf Liebermann vorübergehend in finanzielle Schwierigkeiten. Er war gezwungen, seine Villa an seinen Bruder Benjamin zu verkaufen, blieb dort mit seiner Familie jedoch weiterhin wohnen. Zudem musste er sich von einem Großteil seiner Bildersammlung trennen, darunter das berühmte Eisenwalzwerk von Adolf Menzel. Beim Verkauf dieses Bildes an die Berliner Nationalgalerie bewies er durchaus kaufmännisches Talent und erzielte einen Erlös von 30.000 Taler, obschon er wenige Monate zuvor nur 11.000 Taler für das Bild bezahlt hatte. Weitere Bilder ließ er 1876 in Paris versteigern. 1880 verstarb Liebermanns Frau Rina. Danach verließ er die Villa in der Tiergartenstraße, in die nun seine Schwester Fanny und deren Mann Ferdinand Reichenheim einzogen. Zudem trennte er sich von weiteren Teilen seiner Gemäldesammlung. Im Gegenzug spendete er einen größeren Geldbetrag an das Auerbachsche Waisenhaus. Adolf Liebermann wohnte als Witwer zunächst in einer Mietwohnung in der Leipziger Straße/Ecke Leipziger Platz, seit 1888 war die Wilhelmstraße 67A/Ecke Behrenstraße seine Adresse. Zudem lebte er zeitweilig in Paris. Wie sich sein Sohn Wilhelm später erinnerte, waren alle Wohnungen des Vaters museal eingerichtet. Neben Gemälden und Skulpturen fanden sich jeweils alte Schränke und Truhen, Gobelins und andere Stoffe und reichlich Kunsthandwerk. Mit seinen Söhnen unternahm Liebermann verschiedene Studienreisen, beispielsweise nach Wien. Er selbst gehörte zu den Besuchern der Pariser Weltausstellung 1889.
Adolf Ritter Liebermann von Wahlendorf starb 1893 in Berlin. Er wurde auf dem Jüdischen Friedhof Schönhauser Allee bestattet. Das aufwendig gestaltete steinerne Grabmonument entsprach sowohl seiner gesellschaftlichen Stellung wie auch seinem künstlerischen Interesse: Auf einem hohen Postament steht ein auf Löwenpranken ruhender mächtiger Sarkophag, über den eine mit Bordüren und Fransen geschmückte Decke liegt. An den Ecken des Sockels liegen Kränze aus Eichenlaub, darüber bilden Quasten den Abschluss. Dazwischen stehen schildartige Inschrifttafeln, die mit Rosengirlanden verziert sind.

## Die Kunstsammlungen

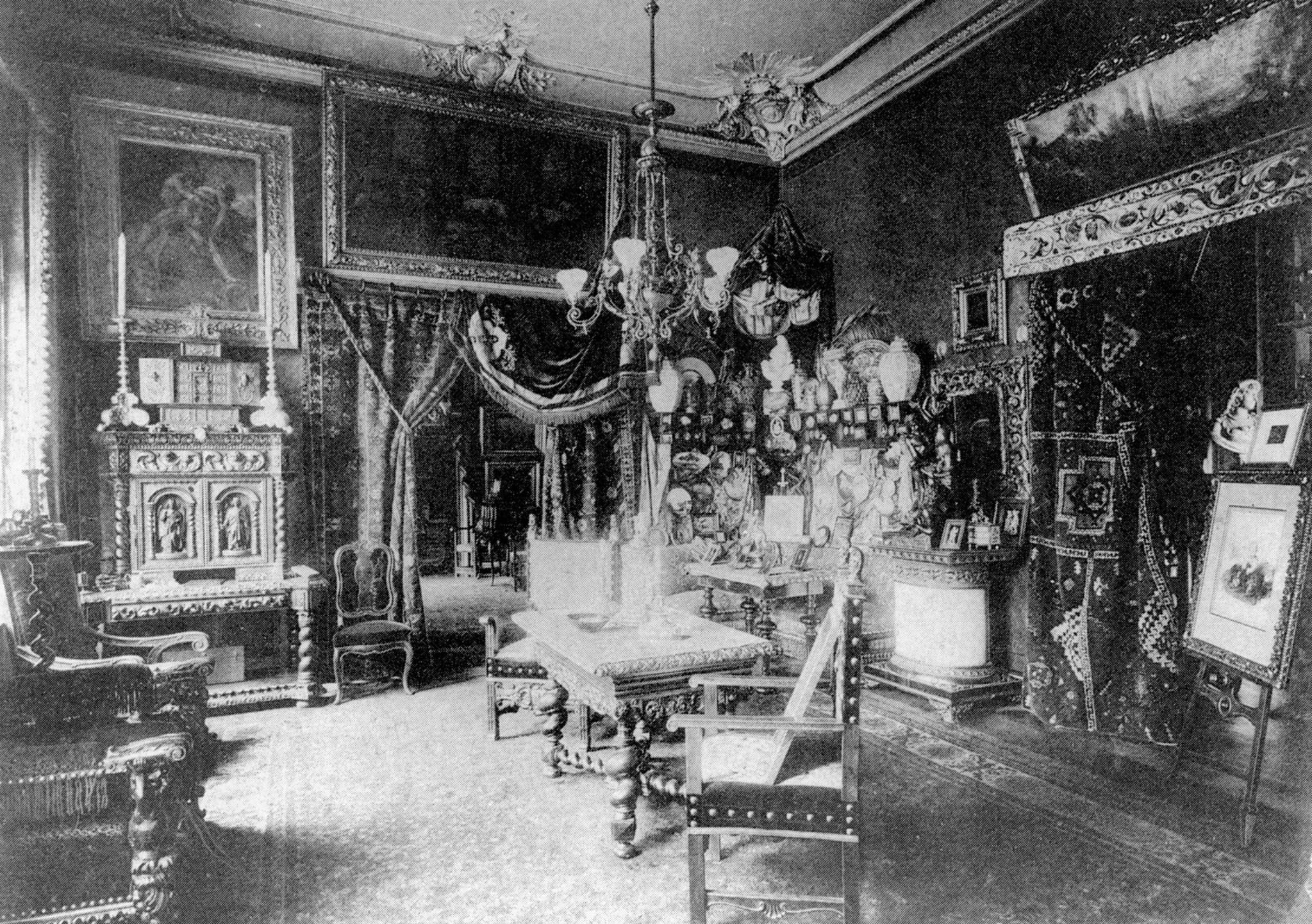
Sammlung Liebermann von Wahlendorf, Saal

Der vormalige Kunstbesitz von Adolf von Liebermann ist nur lückenhaft dokumentiert. Es existieren zwar verschiedene Verkaufskataloge der Sammlungen, aber diese sind nicht vollständig bebildert und lassen eine eindeutige Zuordnung der Werke nur teilweise zu. Über die Ankaufstätigkeit des Sammlers gibt es nahezu keine Unterlagen. Dennoch lässt sich der Charakter und die Zusammenstellung der Sammlungen in groben Zügen nachzeichnen. Die Entstehung der Sammlungen ist eng verbunden mit den finanziellen Möglichkeiten des Sammlers, die durch Heirat, Erbe und eigene berufliche Aktivitäten bestimmt waren. Eine erste Sammlertätigkeit wurde durch geschäftliche Misserfolge Mitte der 1870er Jahre und damit verbundene Verkäufe beeinträchtigt. Nach dem Tod der Frau 1880 kam es abermals zum Verkauf von großen Sammlungsteilen. Danach entstand bis zum Tod des Sammlers 1893 erneut ein umfangreicher Bestand an Kunstwerken, der nach seinem Tod von den Erben durch Auktion aufgelöst wurde.
Die ersten bekannten Sammlungsverkäufe erfolgten aus finanziellen Gründen 1875 direkt an die Nationalgalerie (Berlin). Hierzu gehören das Landschaftsbild Scheveningen von Andreas Achenbach, die Marktszene Amsterdamer Antiquar von Paul Friedrich Meyerheim und das Eisenwalzwerk von Adolf Menzel. Das bei dieser Gelegenheit ebenfalls veräußerte Gemälde Selbstbildnis mit fiedelndem Tod von Arnold Böcklin kam 1898 in den Besitz der Berliner Nationalgalerie.
1876 ließ Liebermann in Paris ein Großteil seiner bis dahin zusammengetragenen Kunstsammlung versteigern. Bei den im Auktionshaus Hôtel Drouot angebotenen Werken handelte es sich um Bilder aus dem 19. Jahrhundert, also Arbeiten von Zeitgenossen des Sammlers. Ein Schwerpunkt bilden hierbei Werke von Künstlern aus Frankreich; darüber hinaus finden sich in der Auflistung des Auktionskataloges Bilder von Künstlern aus Deutschland, Österreich, der Schweiz und zahlreichen weiteren Ländern. Bei den Motiven gibt es zahlreiche Landschaften und Genrebilder, aber auch Historienbilder und Stillleben. Eine Reihe von Werken sind Künstlern der Schule von Barbizon zuzuordnen, darunter Ein Waldweg und eine weitere Landschaft von Théodore Rousseau, Heuarbeter von Jules Breton, eine Frühlingslandschaft von Jean-Baptiste Camille Corot, eine Landschaft bei Auvers und Flusslandschaft an der Marne von Charles-François Daubigny, ein Motiv Armee auf dem Vormarsch von Alexandre-Gabriel Decamps und ein Waldinneres und ein  Unterholz im Wald von Fontainebleau von Narcisso Virgilio Díaz de la Peña. Hinzu kommen ein Waldinneres, eine Baumgruppe am Teich mit trinken Tieren und Hühner auf einem Mist in einem Scheunenhof von Jules Dupré, das Motiv Im Hühnerstall von Charles Emile Jacque, eine Weide in der Normandie, Die Rückkehr, Der Weg zum Markt und Zwei Kühe im Stall von Constant Troyon, die Ansichten Blick auf Venedig bei Sonnenuntergang, Der Canal Grande am Mittag und Maritime Landschaft von Félix Ziem, eine weitere Landschaft von Léon Richet, eine Heuernte von Jules Héreau, eine Darstellung Kühe auf einer Weide, Stimmung bei grauem Wetter von Émile van Marcke und eine Ansicht Ebene von Barbizon bei Abendstimmung von Eugène Lavieille. Weitere Landschaftsbilder der Sammlung waren Tempelruinen in Italien, Schweizer Ansicht und Schweizer Landschaft von Alexandre Calame, Herde beim Überqueren einer Furt von Eduard Schleich dem Älteren, Sumpflandschaft von Eugen Jettel, Winter und Verschneiter Wald von Ludvig Munthe, Seine bei Poissy von Martín Rico y Ortega, Flämische Weidelandschaft von Eugène Verboeckhoven. Letztgenannter schuf zusammen mit François Auguste Ortmans ein Landschaft mit Tieren. Hinzu kommt die Venedigansicht Abfahrt zur Gondelfahrt von Giovanni Boldini.
Akademische Kunst spielte in der Sammlung Liebermann eine herausragende Rolle. So gab es historische Darstellungen wie Ein Gladiator, der sich in einer Arena in Rom auf den Kampf vorbereitet von Jean-Léon Gérôme, Reiterbildnis des Grafen von Orleans von Alfred Dedreux, Heinrich III. beim Grafen Guise in Blois von Pierre Charles Comte, Warten auf die Audienz von Ernest Meissonier, Ein Soldat der Armee Friedrich des Großen von Anton von Werner, Verteidigung einer Burg von Eugène Isabey, Ein Lesesaal in der Bibliothek Zur Zeit Ludwigs XVI. von Jeanne Fichel, Karl IV. von Joseph Nicolas Robert-Fleury und Das Kloster unter Waffen; Spanien 1811 von Jean-Georges Vibert. Andere Motive waren Alter deutscher Buchhändler von Hendrik Leys, Junges Mädchen am Klavier von Hans Makart, Junges Mädchen im Bad von Charles Chaplin, Violinist und Zwei Liebende von Victor Chavet, Nonchalance von Rogelio de Egusquiza, Eleganter älterer Mann von Jean-Baptiste Madou, Wäscherinnen in Antibes von Ernest Meissonier und Junge Frau bei der Toilette von Antoine-Émile Plassan. Hinzu kamen Hafen an der Küste der Bretagne von Eugène Isabey, Kunst und Freiheit von Louis Gallait, Die Absolution der lässlichen Sünde im Petersdom in Rom von Ferdinand Heilbuth, Rue Pirouette an einem Markttag, Parisansicht und Die Ankunft der Fischer, normannische Szene von Charles Hoguet, Holländische Mühle am Rande eines Baches von Eugène Lepoittevin, Mönch und Schmuggler von Jean-Georges Vibert, Bretonische Arbeiter von Jean-Baptiste Jules Trayer, Russisches Gespann von Nikolai Jegorowitsch Swertschkow und ein Stillleben von Philippe Rousseau.
Im Bereich des Orientalismus gab es die Gemälde Karawane, die eine Furt überquert von Narcisse Berchère, Markt in Kairo und Orientalische Stadt von Ludwig Passini, Ziehende Karawane und Die Rast von Eugène Fromentin, Maurische Jüdin von Charles Müller und Orientalische Frau auf dem Sofa beim Kaffeetrinken von Cesare Dell’Acqua. Von Eugène Delacroix besaß Liebermann eine Löwenjagd und die Szene Der Tod des Hassan. Auch Werke der Düsseldorfer Malerschule kamen in Paris zur Auktion. So gab es die Bilder Der Strom und Landschaft mit Wassermühle und Seestück, nach einem Schiffbruch von Andreas Achenbach, Straße in Neapel und Ansicht von Neapel von Oswald Achenbach, Der Orgelspieler von Ludwig Knaus, Bettler von Charles de Groux, Rauferei und Die Kinder des Künstlers von Benjamin Vautier, Schmiede in Ungarn und Rast in Ungarn und Berittener Vorposten im Schnee von Adolf Schreyer. Zur Genremalerei gehören Werke wie Eine indiskrete Bitte von Alexander Hugo Bakker Korff, Der malende Mönch von Max Michael, Der Kuss über die Hecke und Slavisches Mädchen mit einer Pfeife von August von Pettenkofen, Kinder Beim Seifenblasen von Luigi Zuccoli und Die Ausfahrt sowie Ankunft zur Audienz von Ferdinand Roybet. Hinzu kamen noch Werke wie Allein zu Haus von Alexandre Antigna, die Tierdarstellung Drei Hunde schleppen einen Karren voller Holz am Morgen von Henriëtte Ronner-Knip und die Architekturansicht Inneres einer Kirche von Jules Victor Génisson.

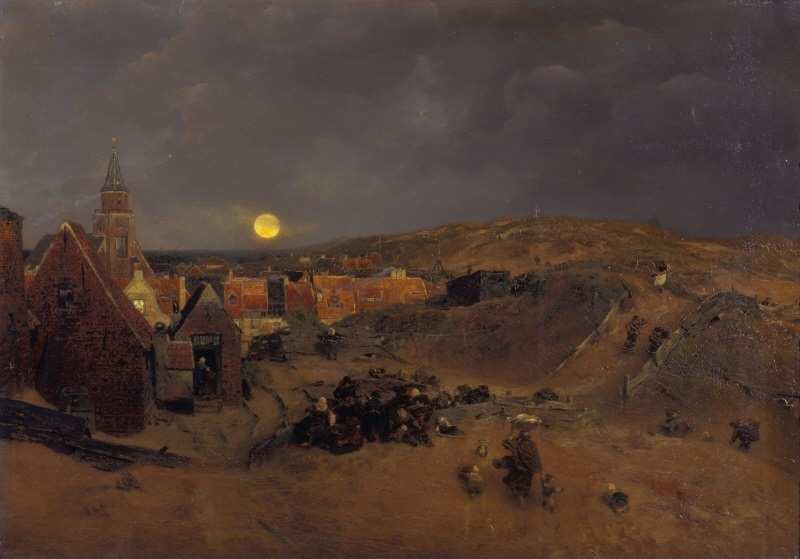
Andreas Achenbach: Scheveningen
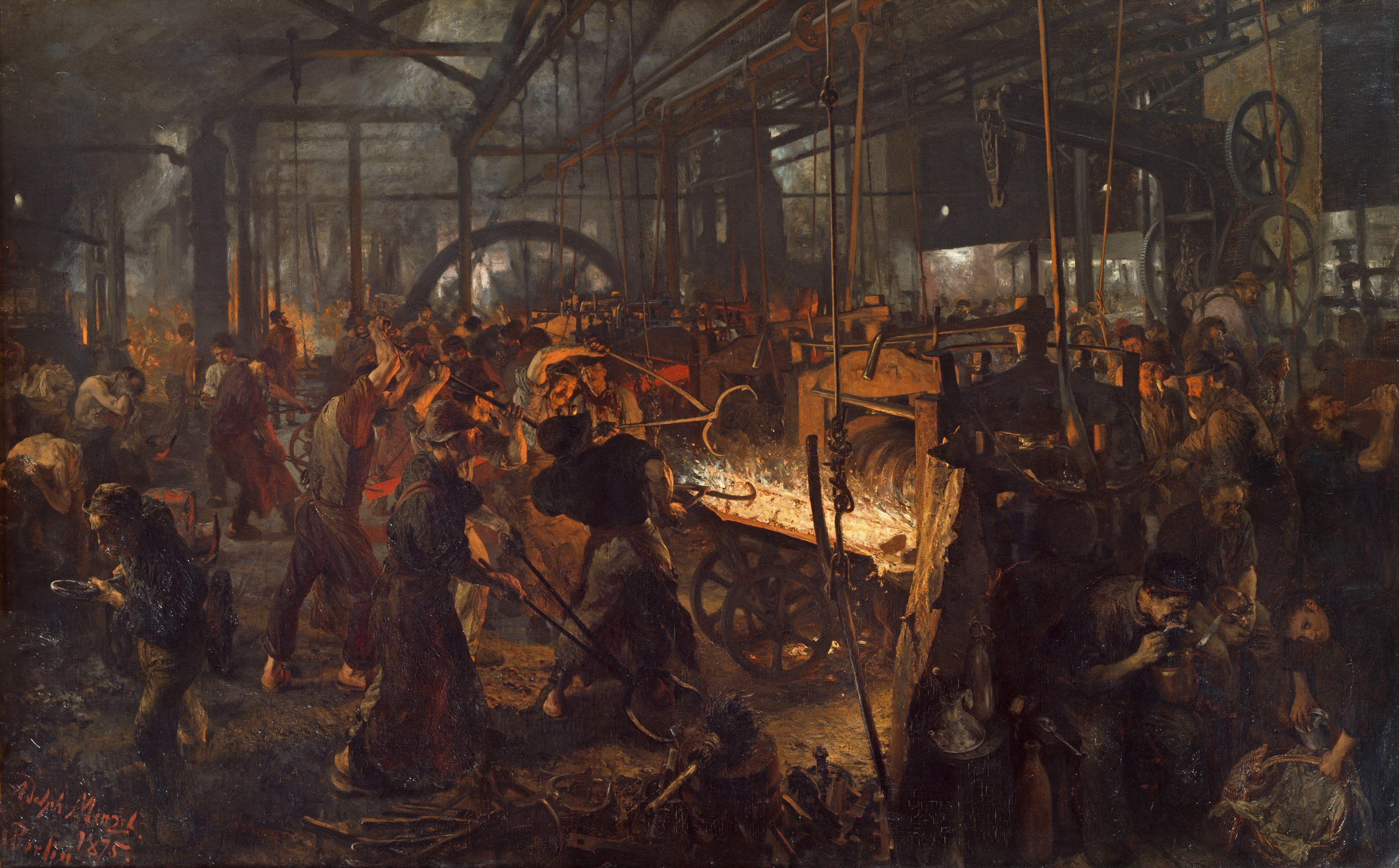
Adolf Menzel: Eisenwalzwerk
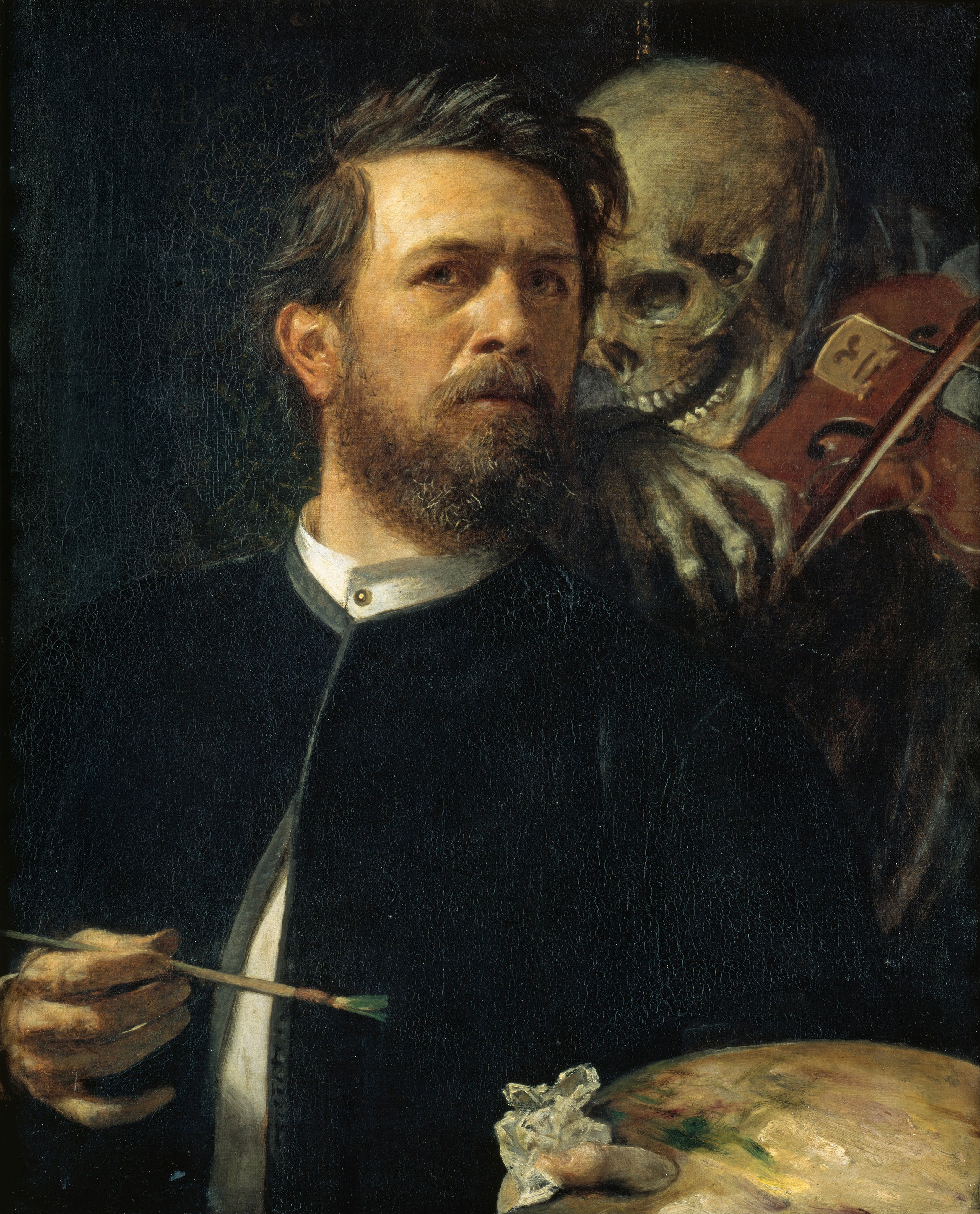
Arnold Böcklin: Selbstbildnis mit fiedelndem Tod
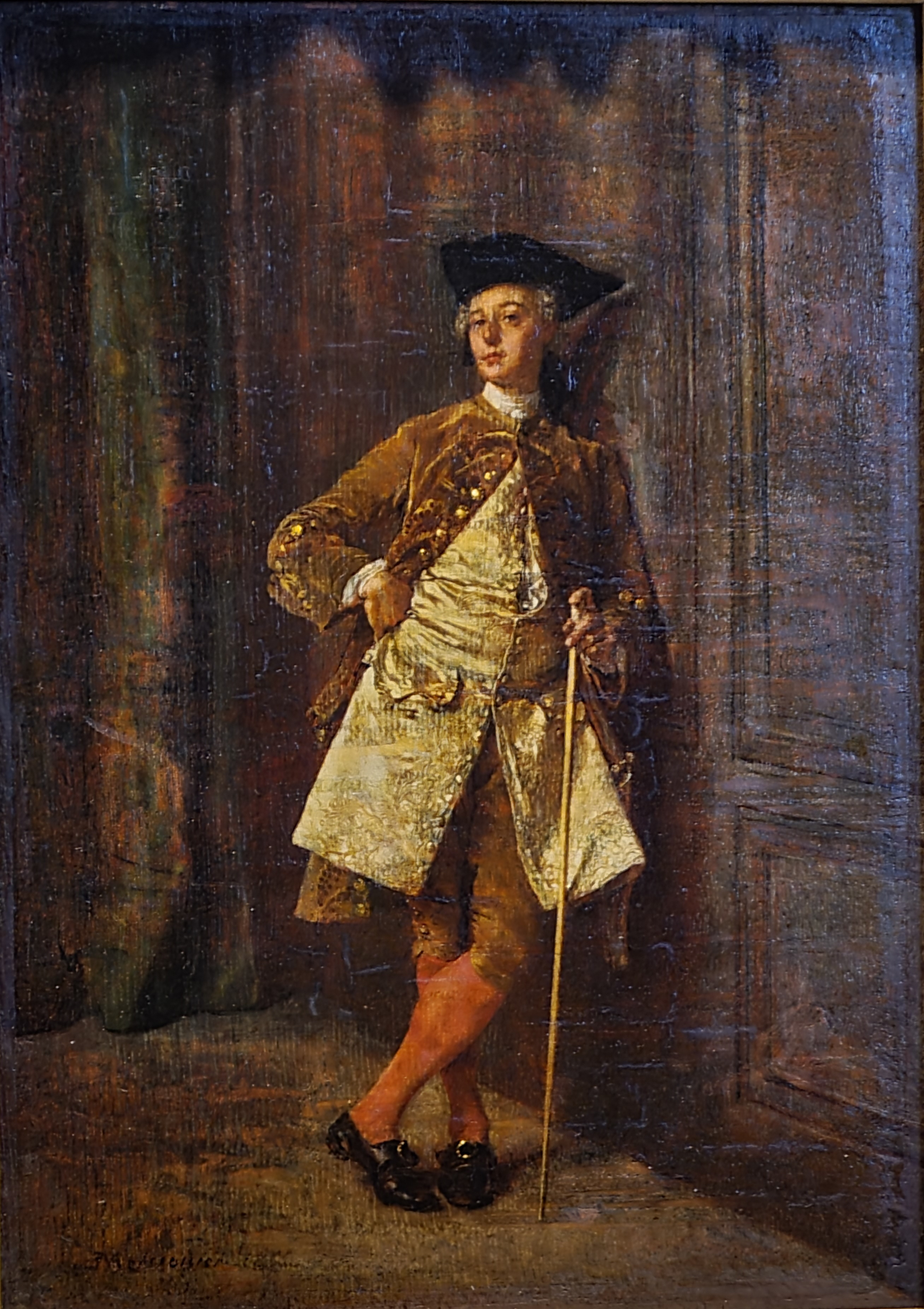
Ernest Meissonier: Warten auf die Audienz
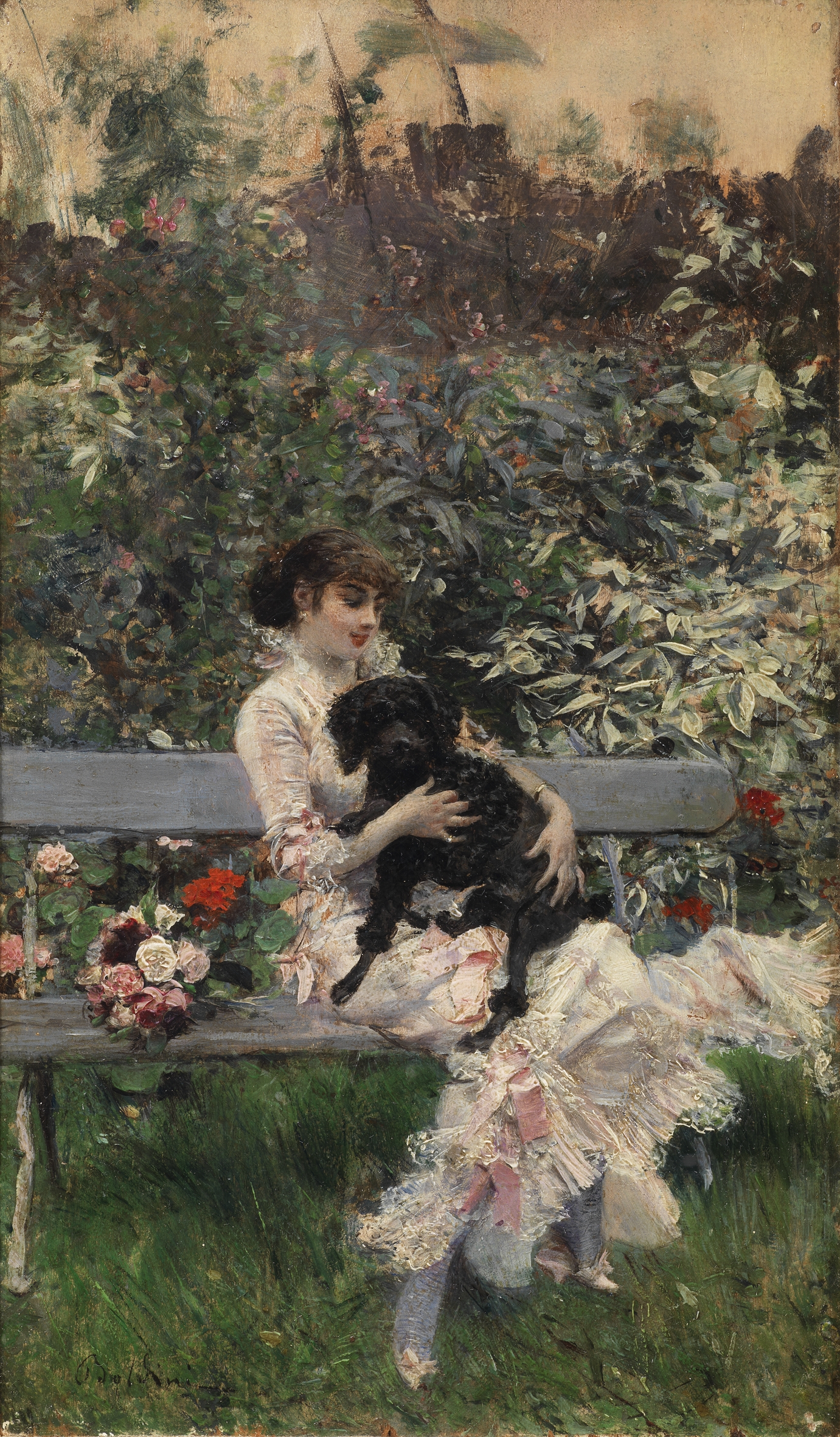
Giovanni Boldini: Das Lieblingsplätzchen
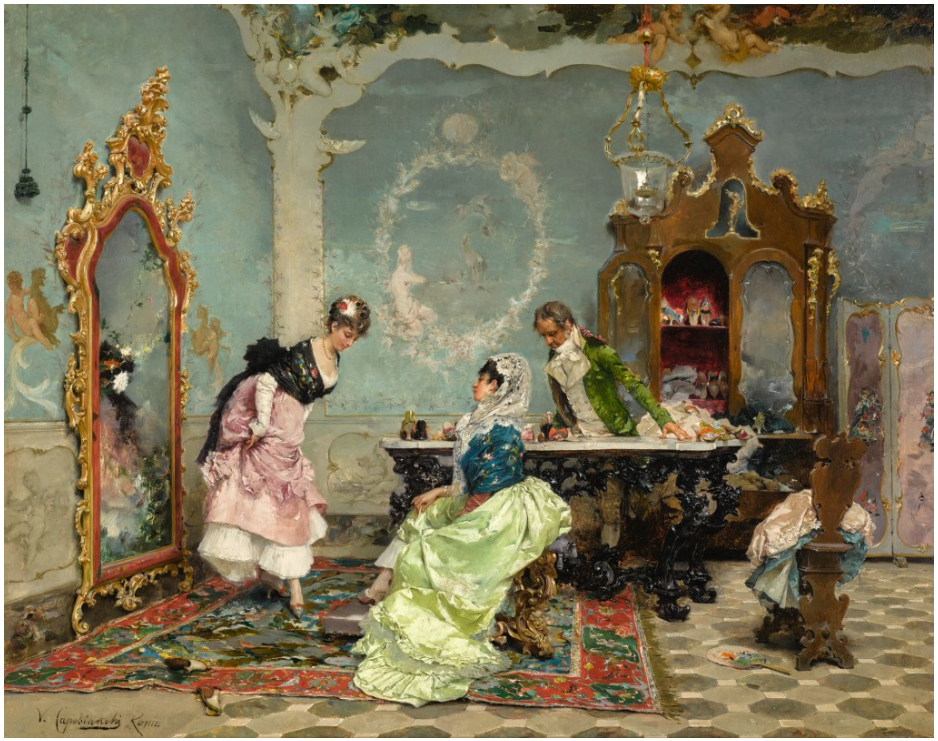
Vincenzo Capobianchi: Im Schuhladen
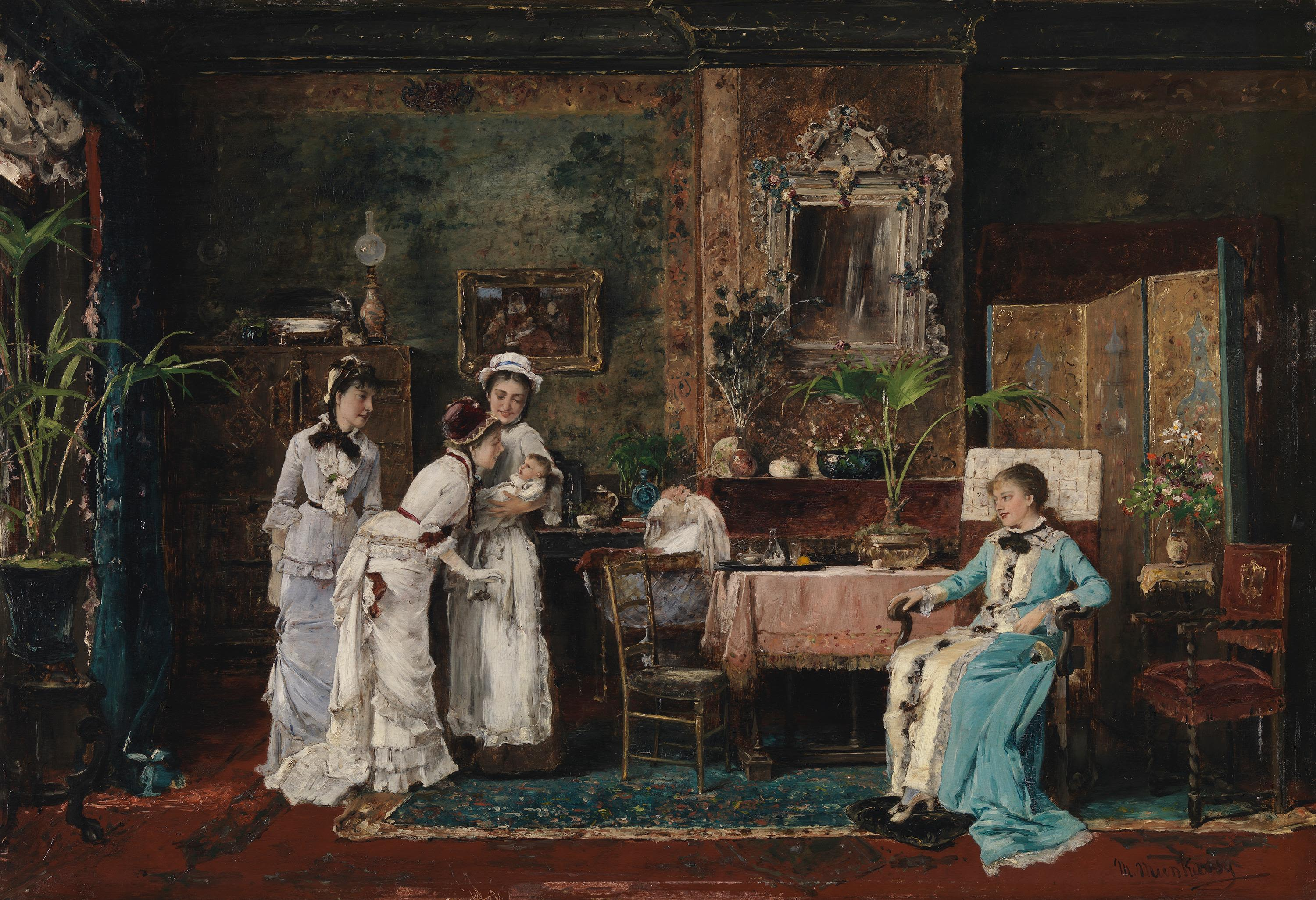
Mihály von Munkácsy: Besuch bei einer Wöchnerin
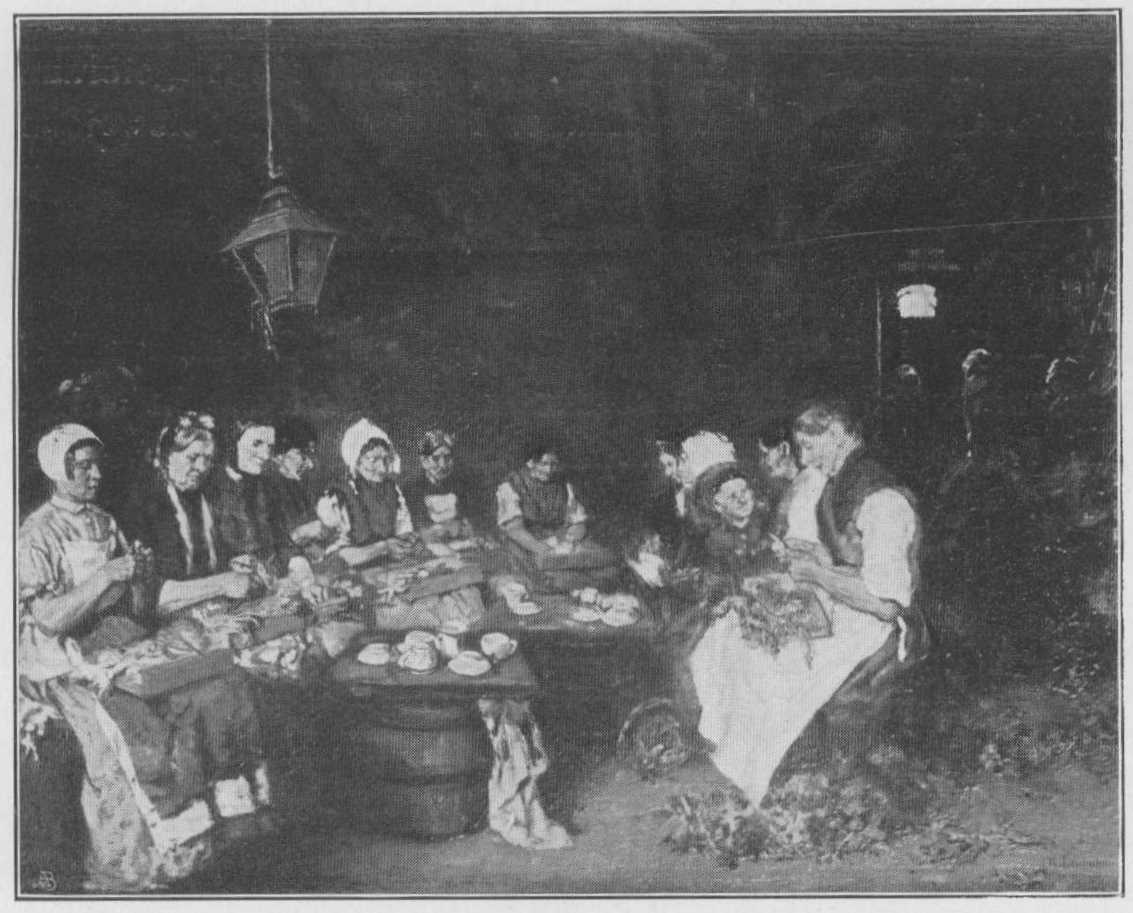
Max Liebermann: Die Gemüseputzerinnen

Verbunden mit dem Umzug nach dem Tod seiner Frau verkaufte Liebermann weitere Werke seiner Sammlung. Hierzu gehörten zwei Bilder von Antoine Watteau mit jeweils einer Gesellschaft im Freien. Neben diesen älteren Arbeiten gehörten wiederum Werke zeitgenössischer Künstler zu den abgegebenen Werken. So gab es eine Treibjagd von Wilhelm Simmler, eine Reitercavalcade von Emile Benassit, eine Straßenszene in Konstantinopel von Alfred Chataud und eine Version des Motivs Überfall von Seeräubern von Arnold Böcklin. Hinzu kamen zwei Supraporten mit Rheinlandschaften von Johann Georg Schütz, die Motive Alter jüdischer Händler von Constantin Schroeter, Abend in Südtirol von Rudolf Ribarz, Unterricht von Max Michael, Karl V. in Tizians Atelier von Karl Becker, Besuch der Gutsherrin im Dorfe von Oskar Wisnieski und eine Landschaft von Eugen Jettel.
Nach dem Tod von Adolf Liebermann ließen seine Söhne die verbliebene Kunstsammlung vom Kölner Auktionshaus J. M. Heberle (H. Lempertz' Söhne) in Berlin versteigern. Besonders groß war hierbei der Sammlungsteil mit Kunsthandwerk, der allein 1751 Lose umfasste. Dazu gehörten Glas- und Keramikarbeiten, Objekte aus Elfenbein, Goldschmiedearbeiten und Silberwaren, Holzschnitzereien, Kirchengewänder, Sessel, Stühle, Schränke, Tische, Truhen, Leuchter und Marmorstatuetten. Darunter waren auch mehrere Stücke aus dem vormaligen Besitz des Königs Ludwig II. von Bayern.
In der Gemäldesammlung gab es einige Werke älterer Kunst, etwa das Portraitbild eines Fürsten und Portraitbild einer Fürstin von Philipp Ainate, je ein Männliches Porträt von Adam de Clerck, Bartholomeus Douven und Johann Peter Feuerlein, zwei Weibliche Bildnisse von Jans de Combe, ein Brustbild eines Fürsten und Männliches Porträt von George Desmarées und das Brustbild eines Cardinals aus der italienischen Schule. Hinzu kamen je zwei Supraporten von Wilhelm Ernst Wunder und Norbert Grund, das Brustbilddes Kölner Patriciers Thomas Beywegh und Brustbildnis der Frau von Beywegh von Gortzius Geldorp, ein Porträt Gustav Vasa von Peter Kraft, eine Variante der Vision des heiligen Franciscus von Bartolomé Esteban Murillo und eine kleinere Version von Paolo Veroneses Die Hochzeit zu Kana. Weiterhin gab es Blumenstillleben von Carl Gottlieb Thiele und Gaspar Verbruggen.
Im Bereich der Kunst des 19. Jahrhunderts überwogen vor allem Landschaften und Genrestücke. Hierzu gehörten die Ansichten Küstenbild bei nahendem Sturm und Seeküste von Andreas Achenbach, Landschaft in Paris von Charles Hoguet, Im Seebade von Gustave Léonard de Jonghe, Herbstlandschaft von Eugen Jettel, Winterlandschaft von Ludvig Munthe, Am Strande – Sommerlandschaft und Winterlandschaft von Eduard Hildebrandt und weitere Landschaftsbilder von Eugen Bracht, Charles-François Daubigny und Karl Heffner. Weiterhin wurden Werke verkauft wie Dolce far niente von Luis Álvarez Catalá, Das Lieblingsplätzchen von Giovanni Boldini, In der Schenke von Václav Brožík, Im Schuhladen von Vincenzo Capobianchi, Die Testaments-Eröffnung von José Gallegos, Nach der Verurteilung von Julius Geertz, Interessante Neuigkeit von Carl von Merode, Die Kranzbinderinnen von Johann Georg Meyer, Der Lauscher von Wilhelm Löwith, Bruder Kellermeister von Eduard von Grützner und Ruhendes Mädchen von Gertrud Hasse. Von Mihály von Munkácsy besaß Liebermann die Werke Landschaft mit Wäscherinnen, Besuch bei einer Wöchnerin (heute Neue Pinakothek, München) und Der Held des Dorfes, von * Carl Seiler die Bilder Lectüre, Ländliche Unterhaltung und Bruder Kellermeister. Hinzu kamen von Max Scholz die Werke Mußestündchen und In der Klosterbibliothek, von Gustav Spangenberg ein Weibliches Bildnis und von Paul Spangenberg eine Heimkehr vom Markte. Weiterhin gab es ein Damenbildnis von Giuseppe De Sanctis, je ein Weibliches Bildnis von Gabriel von Max und Franz Defregger, ein Blumenmädchen von Anton Romako, Ruhende Nymphen von Franz Goethe und ein kniendes Mädchen mit dem Titel Wie schön! von Friedrich Kraus. Hinzu kam eine Version der Idylle von Jean-Léon Gérôme, ein Männliches Bildnis von Ludwig Knaus, zwei Bilder mit einem Landsknecht von Friedrich Kaiser, ein Historienbild Karl V. bei Tizian und Rückkehr vom Carneval von Karl Becker, Nach dem Maskenballe von Josef Arpád Koppay, Auf der Treibjagd von Wilhelm Simmler, Der Besuch in der Grabkapelle von Eugène Isabey, Halt in der Steppe von Adolf Schreyer sowie Das erste Modell und Im Maleratelier von Jose Etxenagusia. Von seinem Neffen Max Liebermann besaß der Sammler die Version der Gemüseputzerinnen (Konservenmacherinnen), die 1906 in der Berliner Jahrhundertausstellung deutscher Kunst gezeigt wurde. Von Franz von Lenbach besaß er das Gemälde Vor dem Gewitter, das später zur Sammlung des Kaiser Friedrich Museums in Magdeburg gehörte und heute als Kriegsverlust gilt. Andere Werke der Sammlung waren Affen im Atelier von Paul Friedrich Meyerheim, Liebesbotschaft von Emil Levy, Der Zeitungleser von Giovanni Battista Quadrone, Der possierliche Liebling von Carl Nys, ein Orientalisches Stillleben von Max Schödl, ein Fruchtstück von Theodor Mattenheimer sowie zwei Supraporten und das Bild Die Malerei aus der Schule des Hans Makart.
Zu den wenigen Arbeiten auf Papier gehörten die Aquarelle Flusslandschaft und Stadtansicht von Rudolf von Alt, das Aquarell Die Toilette von Friedrich Kraus, die Sepiazeichnungen Straßenansicht in Berlin von Friedrich Eduard Meyerheim und Figurenstudie von August von Pettenkofen sowie die Tusch- und Federzeichnung Im Atelier von Victor Schivert.